# Бугульдейка (посёлок)
Бугульде́йка — посёлок в Ольхонском районе Иркутской области, административный центр Бугульдейского муниципального образования. 

## География
Расположен на левом берегу реки Бугульдейки, в 1 км к северу от места её впадения в озеро Байкал (2 км от центра посёлка), в 37 км к юго-западу от районного центра — села Еланцы. В 2 км к северо-востоку от центра посёлка находится Бугульдейский мраморный карьер.

## История
Поселение в устье реки Бугульдейки основано, предположительно, в XVII веке как бурятский улус.
В сентябре 1941 года в районе посёлка потерпел крушение и затонул в водах Байкала самолёт-бомбардировщик, направлявшийся на фронт с Дальнего Востока (экипаж два человека).
В советское время в посёлке базировался леспромхоз, осуществлявший сплав леса по реке Бугульдейке, и поставлявший древесину через Байкал на Байкальскую лесоперевалочную базу в Выдрино. Действовала крупная пристань. Леспромхоз и пристань прекратили деятельность в 1990-х годах. Посёлок носит название реки, протекающей на этой местности.

## Население
| 2002 | 2010 | 2011 | 2012 |
| ---- | ---- | ---- | ---- |
| 949  | ↘922 | ↗925 | ↗931 |

По данным Всероссийской переписи, в 2010 году в посёлке проживали 922 человека (462 мужчины и 460 женщин).

## Инфраструктура
Средняя общеобразовательная школа, детский сад, Дом культуры,библиотека, почтовое отделение, фельдшерско-акушерский пункт, администрация сельского поселения.

## Экономика
Туризм — турбазы, гостиницы, гостевые дома. Мраморный карьер, крестьянско-фермерские хозяйства.